# Vöhringen (Zwaben)
Vöhringen is een plaats in de Duitse deelstaat Beieren en telt 13.780 inwoners. De stad ligt aan de Iller en behoort tot het Zwabische Landkreis Neu-Ulm. Sinds 1977 beschikt het over stadsrechten.
Vöhringen wordt sinds 1865 gedomineerd door de koperindustrie. De Wieland-Werke hebben er sinds dat jaar een fabriek.
Op 14 augustus 1956 vond bij Vöhringen een ernstig busongeluk plaats. Een Nederlandse touringcar met 42 passagiers uit de Drechtstreek werd door een Duitse vrachtauto met aanhanger geramd, waarbij 7 doden en 30 gewonden vielen. Alle slachtoffers waren Nederlanders.
Altenstadt ·
Bellenberg ·
Buch ·
Elchingen ·
Holzheim ·
Illertissen ·
Kellmünz a.d.Iller ·
Nersingen ·
Neu-Ulm ·
Oberroth ·
Osterberg ·
Pfaffenhofen a.d.Roth ·
Roggenburg ·
Senden ·
Unterroth ·
Vöhringen ·
Weißenhorn